# 秦岭小叶杨
秦岭小叶杨（学名：Populus simonii var. tsinlingensis）为杨柳科杨属下的一个变种。

## 扩展阅读
- 維基物種上的相關：秦岭小叶杨